# Kasper Hjulmand
Kasper Hjulmand [ˈkæspɐ ˈjuːlmanˀ] (* 9. April 1972 in Aalborg) ist ein dänischer Fußballtrainer und ehemaliger -spieler.

## Spielerkarriere
Hjulmand war als Spieler für Randers Freja, Herlev IF und B.93 Kopenhagen aktiv. Wegen einer Sportinvalidität beendete er seine Karriere im Alter von 26 Jahren.

## Trainerkarriere
Nach seinem Karriereende machte er im Jahre 1998 seinen B-Trainerschein an der Københavns Universitet.

### Erste Jahre als Trainer
1998 übernahm der damals 26-jährige Hjulmand eine Nachwuchsmannschaft von Lyngby BK. Nach fünf Jahren übernahm er die Zweitvertretung des Klubs aus Lyngby. 2005 stellte er diesen Posten zur Verfügung. Zu Beginn der Spielzeit 2006/07 übernahm er die erste Mannschaft, die in der 1. Division, der zweiten Liga Dänemarks, spielte. Hjulmand führte die Mannschaft als Zweitligameister zum Aufstieg in die Superligaen, der ersten Liga Dänemarks. In der Folgesaison stieg die Mannschaft als Tabellenletzter mit 18 Punkten wieder ab.

### FC Nordsjælland
Zur neuen Saison verließ er den Klub und wurde Co-Trainer von Morten Wieghorst beim FC Nordsjælland. Vor der Übernahme durch Wieghorst im Jahr 2006 hatte der FC Nordsjælland seit Vereinsgründung 2003 immer erstklassig gespielt, jedoch fand der Klub sich im unteren Tabellendrittel wieder; unter Hjulmand als Co-Trainer wurden in den folgenden drei Jahren die Plätze 8, 7 und 6 belegt. 2010 und 2011 gewann Hjulmand als Co-Trainer des Klubs aus Farum den dänischen Pokal. Durch die Pokalsiege qualifizierte man sich für die Qualifikationsrunden zur UEFA Europa League. Beide Male scheiterte die Mannschaft knapp an Sporting Lissabon.
Wieghorst übernahm nach der U-21-Fußball-Europameisterschaft 2011 die dänische U-21-Nationalmannschaft, und Hjulmand wurde neuer Cheftrainer des FC Nordsjælland. Die Mannschaft wurde verstärkt durch die dänischen Nationalspieler Patrick Mtiliga und Mikkel Beckmann und mit Spielern aus der eigenen Jugend. Einer dieser Spieler war der spätere dänische A-Nationalspieler Jores Okore. Nach zwei Niederlagen und einem Unentschieden in den ersten drei Spielen wurden in den nächsten 15 Spielen zwölf Siege eingefahren. Die Mannschaft von Hjulmand belegte damit den zweiten Tabellenplatz. In der Rückrunde lieferte sich die Mannschaft ein Fernduell mit Tabellenführer FC Kopenhagen. Am fünftletzten Spieltag wurde der Hauptstadtklub und dänische Rekordmeister vor eigenem Publikum mit 1:0 besiegt. Von den letzten vier verbleibenden Spielen wurden drei gewonnen, während der FC Kopenhagen von den letzten vier Spielen im Ligabetrieb lediglich ein einziges gewann; am Ende der Spielzeit war mit dem Gewinn der dänischen Meisterschaft der bisher größte Erfolg des Vereins erreicht.
Aufgrund des Gewinns der Meisterschaft und der Platzierung der dänischen Liga in der Fünfjahreswertung erhielt der Klub die Teilnahmeberechtigung in der Gruppenphase der UEFA Champions League. In der Gruppenphase schied man nach fünf Niederlagen und einem Unentschieden als Gruppenletzter aus. Der Klub wies hierbei die schlechteste Bilanz aller 32 Teilnehmer auf. In der dänischen Liga wurde der FC Nordsjælland Vizemeister. In der Spielzeit 2013/14 schied man in der Qualifikation zur Champions League gegen Zenit St. Petersburg aus, in den Play-offs zur Europa League scheiterte man an IF Elfsborg und in der Liga belegte man den sechsten Platz.

### Cheftrainer beim 1. FSV Mainz 05
Am 15. Mai 2014 unterschrieb Hjulmand einen ab der Saison 2014/15 gültigen Dreijahresvertrag beim deutschen Bundesligisten 1. FSV Mainz 05. Sein erstes Spiel betreute er am 31. Juli 2014 beim 1:0-Sieg im Hinspiel in der dritten Qualifikationsrunde zur UEFA Europa League gegen Asteras Tripolis und schied nach einer 1:3-Niederlage im Rückspiel aus dem Wettbewerb aus. Eine weitere Woche später folgte das Ausscheiden in der ersten Runde des DFB-Pokals gegen den Drittligisten Chemnitzer FC. Am 24. August 2014 debütierte Hjulmand beim 2:2 am ersten Spieltag der Bundesliga-Spielzeit 2014/15 im Spiel beim SC Paderborn als Trainer in der Bundesliga. Auf dieses Spiel folgten sieben Spiele ohne Niederlage, darunter drei Siege. Aus den folgenden zwölf Spielen holte er mit der Mannschaft nur einen weiteren Sieg. Am 17. Februar 2015 wurde er beurlaubt; sein Vertrag wurde zum 30. September 2015 aufgelöst.

### Rückkehr zum FC Nordsjælland
Ab 1. Januar 2016 war Hjulmand als Nachfolger von Ólafur Kristjánsson erneut Cheftrainer des FC Nordsjælland. Die Saison 2016/17 beendete er mit der Mannschaft als Fünfter der Meisterschaftsrunde. Eine Saison später platzierte sich der FC Nordsjælland auf dem dritten Platz in der Meisterschaftsrunde. Die Saison 2018/19 endete für den FCN wiederum auf dem letzten Platz der Meisterschaftsrunde. Zum Ende der Saison trat Hjulmand als Trainer zurück.

### Dänischer Nationaltrainer
Seit Sommer 2020 ist Hjulmand Trainer der dänischen Nationalmannschaft. Gemeinsam mit seinem Co-Trainer Morten Wieghorst unterschrieb er einen bis 2024 laufenden Vertrag. Ein Jahr nach Vertragsunterzeichnung nahm er mit der Mannschaft an der Europameisterschaft 2021 teil, bei der man im Halbfinale gegen England ausschied. Für die Weltmeisterschaft 2022 in Katar qualifizierte sich Dänemark als Gruppensieger, als man nahezu alle Spiele gewann und lediglich im letzten Spiel, als die Qualifikation schon eingetütet war, eine Niederlage kassierte. Beim WM-Turnier im Wüstenstaat trafen Hjulmand und Dänemark in der Gruppenphase auf Tunesien, Titelverteidiger Frankreich sowie auf Australien und schieden mit nur einem Punkt überraschend als Letzter aus. Peter Møller, Fußballdirektor des dänischen Fußballverbandes, stärkte ihm allerdings den Rücken.
Im Juni 2023 wurde der Vertrag bis zum Sommer 2026 verlängert. Die Qualifikation zur Europameisterschaft 2024 schloss er mit dem Team als Gruppenerster ab. In besagte Vorausscheidung startete Hjulmand mit den Seinen mit einem knappen 2:1-Sieg gegen Finnland, doch im folgenden Spiel bei den Kasachen folgte trotz einer zwischenzeitlichen 2:0-Führung eine 2:3-Niederlage und beim 2:1-Sieg in San Marino enttäuschte Dänemark erneut, doch trotzdem wimmelte Peter Møller eine Forderung nach der Entlassung von Hjulmand ab. Die Qualifikation für das Turnier im Nachbarland wurde schließlich mit einem 2:1-Sieg im vorletzten Qualifikationsspiel gegen Slowenien eingetütet.
Bei der EM-Endrunde in der Bundesrepublik hießen die Gruppengegner erneut Slowenien sowie England und Serbien. Trotz dreier Unentschieden zogen die Dänen ins Achtelfinale ein und dort schieden die Mannen von Kasper Hjulmand mit einer 0:2-Niederlage gegen Gastgeber Deutschland aus. Abermals schloss DBU-Fußballdirektor Peter Møller einen Trainerwechsel aus, doch am 19. Juli 2024 verkündete Hjulmand seinen Rücktritt als Nationaltrainer.

## Persönliches
Hjulmand ist verheiratet und hat drei Kinder. Er hat einen Hochschulabschluss in Sportwissenschaften von der Universität Kopenhagen und studierte auch Sportmanagement an der University of North Florida in Jacksonville.
Während der Fußball-Weltmeisterschaft 2010 in Südafrika und der Fußball-Europameisterschaft 2012 agierte er als TV-Experte des dänischen Fernsehsenders DR1.

## Erfolge
- Dänischer Pokal: 2010 und 2011
- Dänische Meisterschaft: 2012